# 신칸센 E956형 전동차
신칸센 E956형 전동차(일본어: 新幹線E956形電車) 또는 알파-X(영어: ALFA-X)는 동일본여객철도에서 개발 중인 차량으로 최고 영업 속도는 시속 360km를 설계를 목적으로 2030년에 홋카이도 신칸센 전 구간 개통과 동시에 도입될 차량으로 향후 E5계·H5계 차량을 대체하는 목적으로 개발하고 있다.

## 모델
시범 열차의 경우 최고 영업 속도는 시속 360km를 설계를 목적으로 제작을 시작했으며 향후 최고 영업 속도는 시속 400km를 올릴 계획이다. 진동을 감소시키고 지진에 대비해 탈선 위험을 감소하기 위해 새로운 기술을 연구할 계획이다. 겨울을 대비해 모델도 시험에 들어갈 예정이다.
향후 2개의 모델 중 최종 선정될 예정이다.

## 역사
2017년 7월에 동일본여객철도에 따르면 알파-X를 제작할 계획을 발표했다. 오는 2019년에 시범 운행에 들어갈 예정이다.